# Potereba, Slavuta
Potereba (în ucraineană Потереба) este un sat în comuna Lîsîce din raionul Slavuta, regiunea Hmelnîțkîi, Ucraina.

## Demografie
Componența lingvistică a localității Potereba
     Ucraineană (100%)
Conform recensământului din 2001, toată populația localității Potereba era vorbitoare de ucraineană (100%).